# السلالة (مسلسل 2015)
السلالة (بالإنجليزية: Bloodline) مسلسل إثارة ودراما أمريكي، من إعداد تود أي. كيسلر، غلين كيسلر، ودانييل زيلمان وإنتاج سوني للإنتاج التلفزيوني. عرض لأول مرة في 9 فبراير، 2015، في مهرجان برلين السينمائي الدولي، توفرت حلقات الموسم الأول للعرض على نتفليكس في 20 مارس، 2015. جدد المسلسل لموسم ثان من عشر حلقات وعرض في 27 مايو، 2016. في 13 يوليو، 20161، جدد المسلسل لموسم ثالث عرض في 2017. في 14 سبتمبر، 2016، أعلن نتفليكس عن إلغاء المسلسل بعد الموسم الثالث.

## وصلات خارجية
- الموقع الرسمي
- السلالة على موقع IMDb (الإنجليزية)
- السلالة على موقع ميتاكريتيك (الإنجليزية)
- السلالة على موقع روتن توميتوز (الإنجليزية)
- السلالة على موقع نتفليكس (الإنجليزية)
- السلالة على موقع فيلمافينيتي (الإسبانية)
- السلالة على موقع كينوبويسك (الروسية)
- السلالة على موقع ألو سيني (الفرنسية)
- السلالة على موقع قاعدة بيانات الفيلم (الإنجليزية)